# Distretto di Akumi
Il distretto di Akumi (飽海郡, Akumi-gun?) è uno dei distretti della prefettura di Yamagata, in Giappone.
Attualmente fa parte del distretto solo il comune di Yuza.